# Savignano sul Rubicone
Savignano sul Rubicone (bis 1933 Savignano di Romagna) ist eine Gemeinde in der Provinz Forlì-Cesena in der italienischen Region Emilia-Romagna, etwa 90 km südöstlich von Bologna und etwa 30 km südöstlich von Forlì. Hier leben 17.997 Einwohner (Stand 31. Dezember 2023) auf der Fläche von 23,2 km².
Die Gemeinde Savignano sul Rubicone enthält die Frazioni Capanni, Fiumicino, und Savignano a Mare. 
Savignano sul Rubicone grenzt an die Gemeinden Gatteo, Longiano, San Mauro Pascoli und Santarcangelo di Romagna. 
Die Gemeinde hat ihren Namen von dem Fluss Rubikon. Eine Kombination von natürlichen und vom Menschen verursachten Korrekturen veränderten den Lauf des ursprünglichen Rubikons, wie er während Julius Caesars historischer Überquerung verlaufen war. Über Jahrhunderte war die genaue Lage des ursprünglichen Flusses nicht bekannt. Seit 1991 wird der Fiumicino, ein Fluss, der durch Savignano sul Rubicone fließt, für den ursprünglichen Rubikon gehalten.
Die Accademia dei Filopatridi geht auf die Accademia degli Incolti zurück, die in der Mitte des 17. Jahrhunderts entstanden, aber im Laufe des 18. Jahrhunderts untergegangen war. Giovanni Cristofano Amaduzzi († 1792) hatte 4000 Bücher gestiftet, um eine Akademie in seinem Heimatort neu zu beleben, die Wiedergründung erfolgte allerdings erst 1801. Nachlass und Korrespondenz des Philologen Girolamo Amati befinden sich im Besitz der Akademie.

## Söhne und Töchter der Stadt
- Luigi Arcangeli (1894–1931), Motorrad- und Autorennfahrer
- Maurizio Vitali (* 1957), Motorradrennfahrer